# Post-punk
Postpunk (složenica latinske riječi post - poslije; i engleske punk, kao u punk glazbi), glazbeni pravac koji je svoje nadahnuće našao u punku, ali se kasnije razvio u drugim pravcima. 
Postpunk sastavi često koriste sintesajzer, drum machine i druge instrumente koji se ne pojavljuju u tradiciskoj punk glazbi. Postpunk skladbe zvuče međusobno vrlo različito. Veliki broj sastava koji se ubraja u postpunk pokret eksperimentirao je s glazbom. Jedna grana postpunka nazvana je kasnije gothica. 
Pionir ovog pravca bio je sastav Television sa svojim albumom prvijencem Marquee Moon objavljenim 1977. Kasnije nastaje nekoliko pravaca unutar ovog glazbenog žanra. Postpunk je bio na vrhuncu krajem 1970-ih i početkom 1980-ih, nakon čega ga se stavljalo u okvire indie glazbe kada je jedan dio sastava pokušao oživjeti ovaj glazbeni pravac pod nazivom postpunk revival, među kojima su bili sastavi Interpol i Liars.  
Postpunk se razvio krajem 1970-ih iz glazbenih pravaca poput industrijske glazbe i psychobillya.

## Popularni postpunk sastavi
- Bauhaus
- The Cure
- The Jesus and Mary Chain
- Joy Division
- New Model Army
- New Order
- Public Image Ltd
- Siouxsie and the Banshees
- The Sisters of Mercy/The Sisterhood
- Talking Heads